# Dubai World Central
Dubai World Central es una empresa que está construyendo un gran número de proyectos en Dubái, en los Emiratos Árabes Unidos. Según el sitio web comercial, las ocho compañías de los proyectos que forman esta marca son: 
- Dubai World Central Residential City
- Dubai World Central Logistics City
- Dubai World Central Enterprise Park
- Dubai World Central Commercial City
- Dubai World Central Aviation City
- Dubai World Central International Airport
- Dubai World Central Staff Village
- Dubai World Central Golf City

El área de construcción es bastante amplio, aproximadamente dos veces el tamaño de la Isla de Hong Kong. 